# مبارک الفیلالی
مبارک الفیلالی (انگلیسی: Mbarek El Filali; تاریخ ورودی نامعتبر است – ۲۷ نوامبر ۲۰۲۱) بازیکن فوتبال اهل مراکش بود.
از باشگاه‌هایی که در آن بازی کرده‌است می‌توان به باشگاه فوتبال مولودیه وجده اشاره کرد.